# Zhao Yunlei
Zhao Yunlei (chinesisch 趙芸蕾 / 赵芸蕾, Pinyin Zhào Yúnlěi, * 25. August 1986 in Yichang, Hubei) ist eine ehemalige Badmintonspielerin und jetzige Trainerin von der Chinesischen Nationalmannschaft. Sie gehört zu den erfolgreichsten Spielerinnen ihrer Zeit im Mixed- und Damendoppel.

## Karriere
2004 gewann Zhao Yunlei die Asienmeisterschaft der Junioren im Damendoppel mit Ding Jiao. Drei Jahre später holte sie bereits Silber bei den Erwachsenen bei der Asienmeisterschaft. 2009 gewann sie zwei Titel bei den German Open. Bei der Badminton-Weltmeisterschaft 2009 erkämpfte sie sich Bronze im Damendoppel mit Cheng Shu. 2010 war sie bei den All England im Mixed mit Zhang Nan erfolgreich. 2011 wurde sie Weltmeisterin im Mixed. 2012 gewann sie zusammen mit Zhang Nan die olympische Goldmedaille im Mixed.

## Sportliche Erfolge
| Saison | Veranstaltung                    | Disziplin   | Platz | Name                       |
| ------ | -------------------------------- | ----------- | ----- | -------------------------- |
| 2004   | Asienmeisterschaft der Junioren  | Damendoppel | 1     | Zhao Yunlei / Ding Jiao    |
| 2005   | China Masters                    | Damendoppel | 3     | Zhao Yunlei / Tian Qing    |
| 2007   | Asienmeisterschaft               | Damendoppel | 2     | Zhao Yunlei / Cheng Shu    |
| 2007   | Austrian International           | Dameneinzel | 1     | Zhao Yunlei / Zhu Jingjing |
| 2007   | Austrian International           | Damendoppel | 1     | Zhao Yunlei / Cheng Shu    |
| 2008   | Japan Open                       | Damendoppel | 1     | Zhao Yunlei / Cheng Shu    |
| 2008   | Macau Open                       | Damendoppel | 1     | Zhao Yunlei / Cheng Shu    |
| 2008   | Macau Open                       | Mixed       | 1     | Zhao Yunlei / Xu Chen      |
| 2009   | German Open                      | Damendoppel | 1     | Zhao Yunlei / Cheng Shu    |
| 2009   | German Open                      | Mixed       | 1     | Zhao Yunlei / Xu Chen      |
| 2010   | Korea Open                       | Damendoppel | 1     | Zhao Yunlei / Cheng Shu    |
| 2010   | All England Super Series         | Mixed       | 1     | Zhao Yunlei/ Zhang Nan     |
| 2011   | Badminton-Weltmeisterschaft      | Mixed       | 1     | Zhao Yunlei/ Zhang Nan     |
| 2012   | Indonesia Super Series Premier   | Damendoppel | 2     | Zhao Yunlei / Qing Tian    |
| 2012   | Olympische Sommerspiele          | Mixed       | 1     | Zhao Yunlei / Zhang Nan    |
| 2012   | Hong Kong Super Series           | Mixed       | 1     | Zhao Yunlei / Zhang Nan    |
| 2012   | Hong Kong Super Series           | Damendoppel | 1     | Zhao Yunlei / Qing Tian    |
| 2012   | BWF Super Series Finale          | Mixed       | 2     | Zhao Yunlei / Zhang Nan    |
| 2013   | Korea Open Super Series          | Mixed       | 1     | Zhao Yunlei / Zhang Nan    |
| 2013   | All England Super Series Premier | Mixed       | 2     | Zhao Yunlei / Zhang Nan    |
| 2013   | All England Super Series Premier | Damendoppel | 2     | Zhao Yunlei / Cheng Shu    |
| 2013   | Sudirman Cup                     | Team        | 1     | China                      |
| 2013   | Badminton-Asienmeisterschaft     | Mixed       | 2     | Zhao Yunlei / Zhang Nan    |
| 2013   | Indonesia Super Series Premier   | Mixed       | 1     | Zhao Yunlei / Zhang Nan    |
| 2013   | Singapur Open Super Series       | Damendoppel | 1     | Zhao Yunlei / Qing Tian    |
| 2016   | Olympische Sommerspiele          | Mixed       | 3     | Zhao Yunlei / Zhang Nan    |